# Луговой, Владимир Николаевич (физик)
Владимир Николаевич Луговой (1 марта 1939 — 27 марта 2005) — российский физик-теоретик, лауреат Ленинской премии (1988).

## Биография
Окончил Московский физико-технический институт (1961, с отличием), и аспирантуру Физического института им. П. Н. Лебедева АН СССР (ФИАН) (1964).
В 1964—1982 годах работал в ФИАН. В 1971 году защитил докторскую диссертацию на тему «Исследование вынужденного комбинационного излучения света и распространения волновых пучков в нелинейных средах».
С 1982 года в Институте общей физики, с 1986 года - ведущий научный сотрудник.
Разработал теорию распространения волновых пучков в нелинейных средах, на её основе сформулированы модели многофокусной структуры и движущихся нелинейных фокусов.

## Награды
В 1988 году за цикл работ по самофокусировке света в составе авторского коллектива присуждена Ленинская премия.

## Публикации
Автор монографии:
- Введение в теорию вынужденного комбинационного рассеяния [Текст] / АН СССР. Ордена Ленина физ. ин-т им. П. Н. Лебедева. — Москва : Наука, 1968. — 124 с. : ил.; 21 см.

Наиболее цитируемые статьи:
- В. Н. Луговой, А. М. Прохоров. О возможном объяснении мелкомасштабных нитей самофокусировки. Письма в ЖЭТФ, том 7, стр. 153—155, 1968.
- А. А. Абрамов, В. Н. Луговой, А. М. Прохоров. Самофокусировка сверхкоротких лазерных импульсов. Письма в ЖЭТФ, том 9, стр. 675—679, 1969.
- В. Н. Луговой, А. М. Прохоров, В. Н. Стрельцов. О возможности генерации субпикосекундных импульсов при вынужденном комбинационном излучении. Письма в ЖЭТФ, том 10, стр. 564—567, 1969.
- В. Н. Луговой, А. М. Прохоров. О спектре поля движущихся фокальных областей. Письма в ЖЭТФ, том 12, стр. 478—483, 1970.
- В. Н. Луговой, А. М. Прохоров. Нагрев и удержание плазмы в скрещенных световых пучках. Письма в ЖЭТФ, том 17, стр. 52-55, 1973.
- В. Н. Луговой, А. М. Прохоров. Теория распространения мощного лазерного излучения в нелинейной среде. Успехи физических наук, том 111, вып. 2, стр. 203—247, 1973.
- В. Н. Луговой. Дифракционный предел фокусировки сверхкоротких световых импульсов зонной пластинкой. Письма в ЖЭТФ, том 19, вып. 3, стр. 176—179, 1974.
- В. Н. Луговой. Комбинационный лазер с точечной обратной связью. Письма в ЖЭТФ, том 20, вып. 9, стр. 625—627, 1974.
- В. Н. Луговой. О возможности сканирования частоты поля световых импульсов. Письма в ЖЭТФ, том 22, вып. 8, стр. 416—419, 1975.
- В. Н. Луговой. Световой параметрический генератор и усилитель нового типа. Письма в ЖЭТФ, том 25, вып. 12, стр. 563—566, 1977.